# الیور!
الیور! (به انگلیسی: Oliver!) فیلمی ۱۵۳ دقیقه‌ای در سبک درام و موزیکال به کارگردانی کارول رید و با بازی الیور رید و ران مودی محصول سال ۱۹۶۸ کشور بریتانیا است.

## درباره فیلم
اگرچه اولین فیلم اقتباسی از آثار دیکنز نبود، اما یکی از معروفترین و موفق‌ترین فیلم‌هایی است که با اقتباس از رمان کلاسیک «الیور توییست» ساخته شده است. این فیلم که در سال ۱۹۶۸ اکران شد، در ۱۱ بخش نامزد جایزه اسکار شد و توانست پنج جایزه از جمله بهترین فیلم را به دست آورد.

## جوایز
1. برنده جایزه اسکار بهترین فیلم - جان وولف
2. برنده جایزه اسکار بهترین کارگردانی - کارول رید
3. نامزد جایزه اسکار بهترین بازیگر نقش اول مرد - ران مودی
4. نامزد جایزه اسکار بهترین بازیگر نقش مکمل مرد - جک وایلد
5. نامزد جایزه اسکار بهترین فیلم‌نامه اقتباسی - ورنن هریس
6. نامزد جایزه اسکار بهترین فیلمبرداری - اوسوالد موریس
7. برنده جایزه اسکار بهترین موسیقی فیلم موزیکال اقتباسی - لایونل بارت و جانی گرین
8. برنده جایزه اسکار بهترین طراحی صحنه - جان باکس، ترنس مارش
9. برنده جایزه اسکار بهترین صدابرداری - باستر امبلر، جان کاکس، جیم گروم، باب جونز، تونی داو
10. نامزد جایزه اسکار بهترین طراحی لباس - فیلیس دالتون
11. نامزد جایزه اسکار بهترین تدوین فیلم - رالف کمپلن
12. برنده جایزه اسکار افتخاری
13. برنده جایزه گلدن گلوب بهترین فیلم موزیکال یا کمدی
14. نامزد جایزه گلدن گلوب بهترین کارگردانی - کارول رید
15. برنده جایزه گلدن گلوب بهترین بازیگر مرد فیلم موزیکال یا کمدی - ران مودی
16. نامزد جایزه گلدن گلوب بهترین بازیگر نقش مکمل مرد - هیو گریفیت
17. جایزه ویژه جشنواره فیلم مسکو - کارول رید
18. برنده بهترین بازیگر مرد جشنواره فیلم مسکو - ران مودی